# Autographa macrogamma
Autographa macrogamma là một loài bướm đêm trong họ Noctuidae.

## Hình ảnh

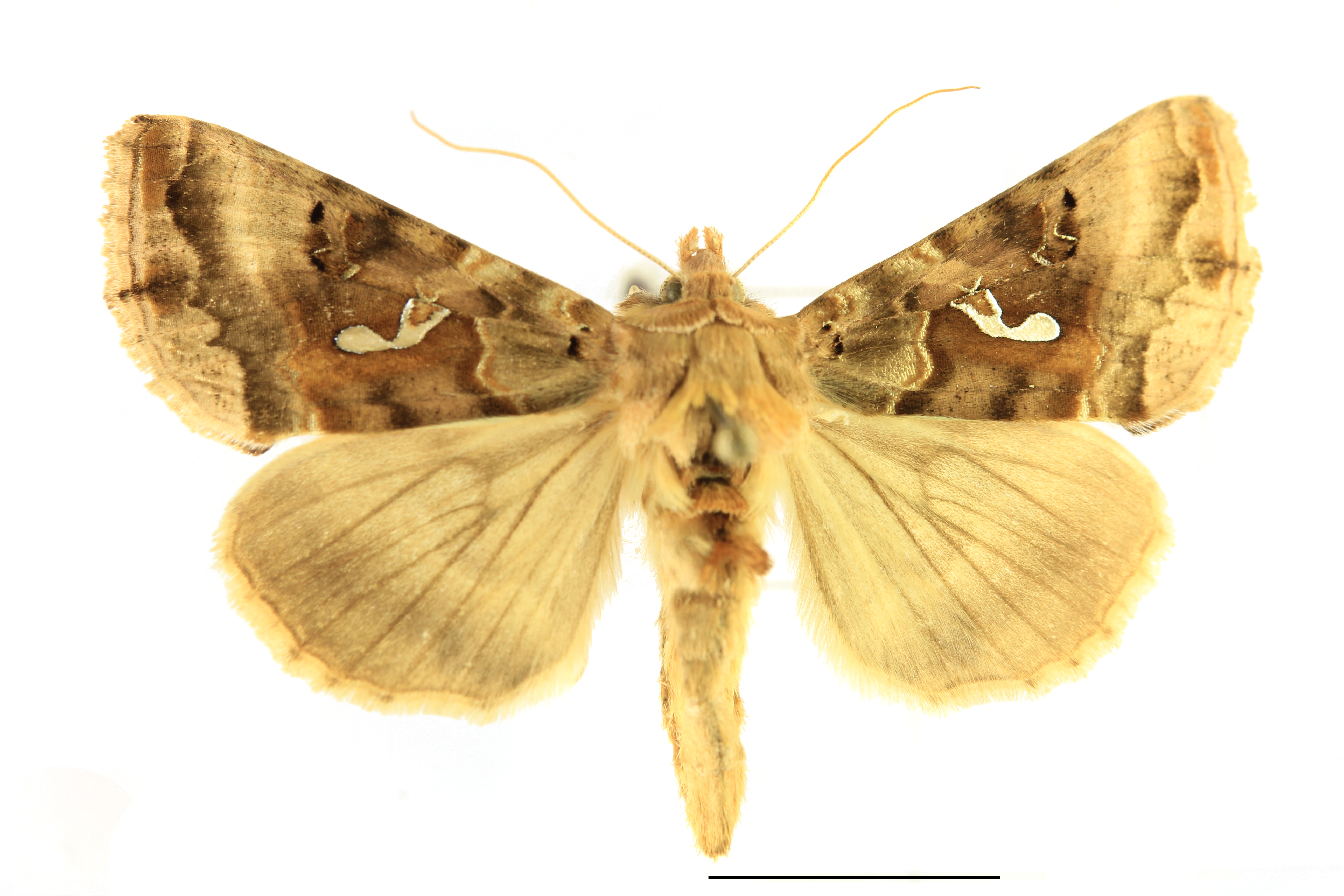